# Mikhaïl Glinka
Mikhaïl Glinka   (Novospasskoie, 20 de maig de 1804 (Julià) - Berlín, 15 de febrer de 1857), nom complet amb patronímic Mikhaïl Ivànovitx Glinka, rus: Михаи́л Ива́нович Гли́нка, fou el primer compositor rus a obtenir un ampli reconeixement en el seu propi país, i se'l considera el pare de la música clàssica russa. Les obres de Glinka van tenir una influència important en els següents compositors russos, principalment sobre el Grup dels Cinc, que va prendre el relleu de Glinka i va crear un estil distintiu de música russa.
Glinka fou un nen consentit i delicat que es va convertir en un home idolatrat i hipocondríac. En general, la seva vida va ser favorable al seu desenvolupament artístic. Glinka va tenir la sort de tenir uns pares que mai van oposar-se realment a les seves inclinacions; i potser també va ser afortunat amb els seus mestres, ja que, si bé no eren del més alt nivell, almenys no van interferir amb les seves tendències naturals ni li van imposar severes restriccions de rutina i mètode.

## Biografia

### Primers anys
Mikhaïl Glinka va nàixer al llogaret de Novospàsskoie, no lluny del riu Desnà en la regió de Smolensk, pertanyent llavors a l'Imperi Rus. Son pare, Ivan Nikolaievitx Glinka, era un adinerat capità jubilat de l'exèrcit, i en la seva família hi havia una forta tradició de lleialtat i servei al tsar. La seva mare, Ievgueni Andreievne Glinka-Zemelka, era la cosina segona del seu pare. Diversos membres de la seua família també havien sobreeixit en activitats artístiques. De ben menut, Mikhaïl va ser criat per la seva àvia, en excés sobreprotectora, que el sadollava a dolços, l'embolcallava en cotons, i el mantenia aïllat. Potser a causa d'això, va desenvolupar una condició malaltissa.
Més endavant, ja d'adult solia requerir ben sovint els serveis de metges, i va ser víctima de nombrosos curanderos. L'única música que va escoltar en el seu confinament infantil eren els sons de les campanes d'església del llogaret i de les cançons populars dels camperols. Les campanes de l'església estaven afinades en un acord dissonant, de manera que les seves oïdes s'acostumaren a l'harmonia estrident. La seva passejadora li cantava cançons populars, i escoltava ben sovint els cants dels llauradors que utilitzaven la tècnica del podgolósnaia (un estil improvisat -literalment sota la veu- que utilitza harmonies dissonants sota la melodia). Tot això va influir sobre Glinka, de manera que més avant se sentiria alliberat dels lligams de l'harmonia occidental. Després de la mort de la seva àvia, Glinka va anar a viure amb un oncle per part de mare, a uns 10 quilòmetres de distància, on va tenir l'oportunitat d'escoltar l'orquestra dirigida per aquest, amb un repertori compost per obres de Haydn, Mozart i Beethoven. Als deu anys, escoltà la interpretació d'un quintet per a clarinet del compositor finlandès Bernhard Crusell. Aquesta obra el va impactar profundament. La "música és la meva ànima" diria anys després, recordant aquesta experiència. La seva institutriu li va ensenyar rus, alemany, francès i geografia, i va tenir ocasió d'estudiar piano i violí.
Com la majoria dels principals representants de la música russa, Glinka va néixer i va passar els primers anys de la seva vida al camp, on va assimilar de manera subconscient els elements més purs de la música nacional que ja començava a ser vulgaritzada a les grans ciutats. Alliberat de les distraccions multitudinàries de la vida urbana, l'amor per la música popular es va arrelar al seu cor i va créixer sense pertorbacions. Si hagués crescut en una de les capitals, introduït de bon començament a l'òpera i als concerts, la seva perspectiva s'hauria ampliat a costa de la seva individualitat.

### Anys d'estudi
A l'entrada de la tardor del 1817, amb tretze anys, Mikhaïl va ser enviat a la capital, Sant Petersburg, a una escola de recent obertura per a fills de l'aristocràcia, on va romandre fins al 1822. Allí li van ensenyar matemàtiques, zoologia, llatí, anglès, i persa, i va poder ampliar considerablement la seva formació musical. Els pares de Glinka no van escatimar en donar-li una bona educació general, però mai no van sospitar que estaven tractant amb un geni musical. Com que havia mostrat certa aptitud pel piano i el violí a la infància, se li va permetre continuar ambdós estudis mentre estava a l'escola a Sant Petersburg.
Va començar lliçons amb el famós compositor i pianista irlandès John Field, que, estant a les portes de la seva partida a Moscou, es va veure obligat a passar Glinka al seu alumne Obmana. Després va rebre alguna instrucció de Zeuner i, finalment, va treballar amb Carl Meyer, un excel·lent pianista i mestre, amb qui va fer progressos ràpids. En el concert de l'escola el 1822, Glinka va ser l'alumne destacat i va interpretar el Concert en la menor de Hummel, amb Meyer acompanyant-lo en un segon piano. Amb el violí, va fer menys progressos, tot i que va rebre lliçons de Joseph Böhm, un mestre i virtuós distingit.
Quan va eixir de l'escola, el seu pare volia que treballara en el ministeri d'Assumptes Exteriors, però va començar a treballar en la secretaria auxiliar del departament de carreteres públiques. El treball era escàs, la qual cosa va permetre que Mikhaïl portara la vida d'un dilettante musical, freqüentant els salons i les reunions socials de la ciutat. Componia ja gran quantitat de música; romances melancòliques que divertien els rics aficionats. Les seues cançons són la part més interessant de la producció de d'aquest període.
En 1830, per recomanació d'un metge, Glinka va decidir viatjar a Itàlia amb el tenor Ivanov. El viatge va ser molt pausat, passant a través d'Alemanya i de Suïssa, abans d'arribar a Milà. Allà, Glinka va prendre lliçons en el conservatori amb Francesco Basili, encara que va haver de treballar molt el contrapunt, que li resultava pesat. Encara que va passar tres anys a Itàlia, escoltant als més famosos cantants, seduint les dames i departint amb músics de renom, incloent-hi Mendelssohn i Berlioz, aviat es va desencantar amb el país. Va arribar a la conclusió que la missió de la seua vida era tornar a Rússia, escriure d'una manera genuïnament russa, i fer per a la música russa el que Donizetti i Bellini havien fet per a la música italiana. Va tornar travessant els Alps i es va aturar un temps a Viena, on va escoltar la música de Franz Strauss. Després va romandre altres cinc mesos a Berlín, on va estudiar composició amb el distingit professor Siegfried Dehn. Un capritx sobre temes russos per a dos pianos i una Simfonia sobre dos temes russos, inacabada, són les obres importants d'aquest període.
Quan li va arribar la notícia de la mort de son pare, el 1836, va deixar Berlín i va tornar a Novospasskoye.

### La maduresa

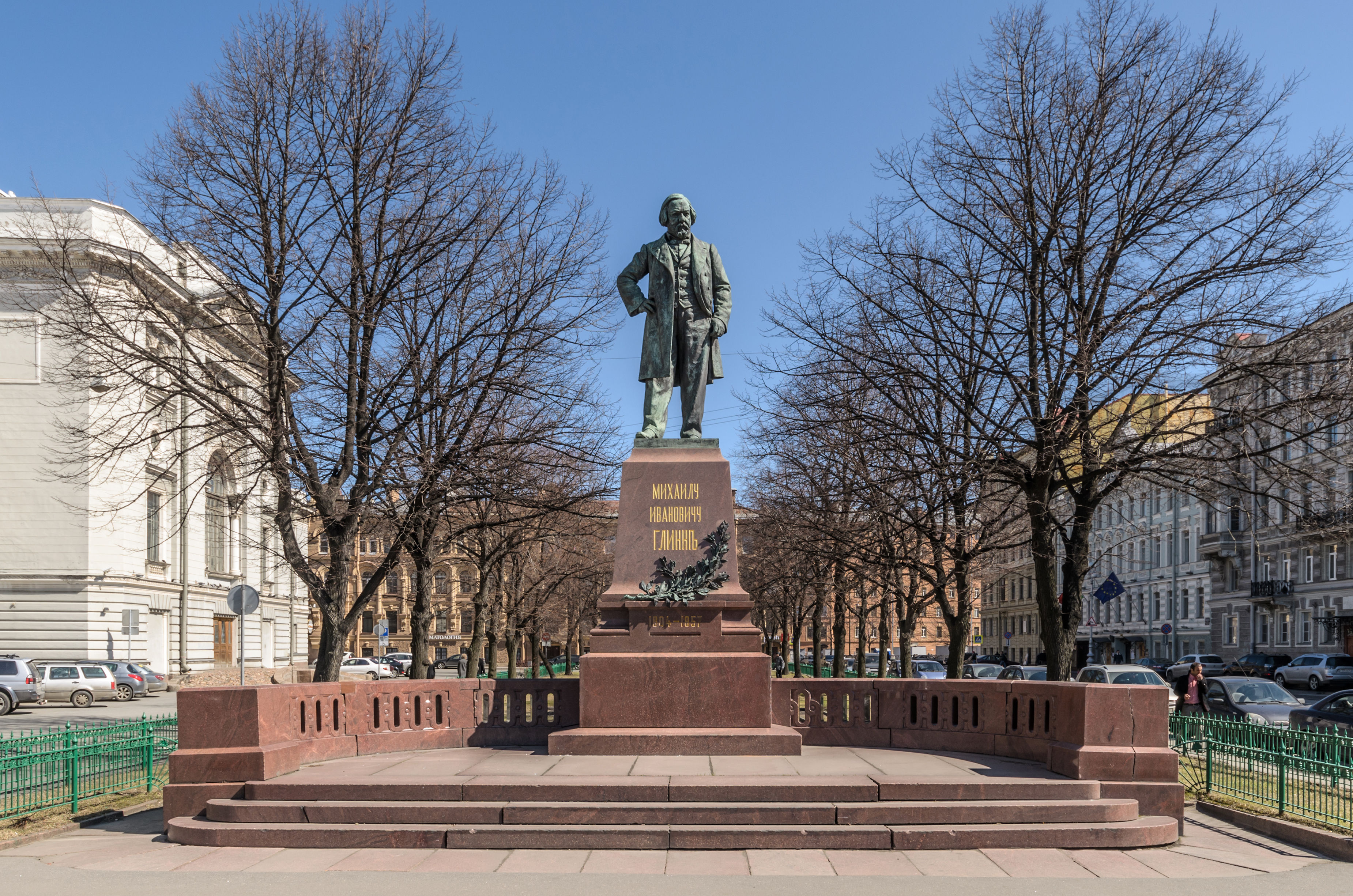
Estàtua prop del Teatre Mariïnski, a Sant Petersburg

A Berlín, Glinka s'havia enamorat d'una bella cantant (per a la que va compondre sis estudis per a contralt). Va idear un plans per a anar-se'n amb ella, però arribats a la frontera ella no va poder creuar per problemes burocràtics i ell va haver d'abandonar el seu plans i tornar sol a Sant Petersburg. Allà es va reunir amb sa mare, i poc després va conèixer a Maria Petrovna Ivanova. Després de festejar per un breu període, es van casar. No obstant el matrimoni va durar poc, al demostrar la seua esposa un caràcter esquerp i total desinterès per la seua música. Encara que Glinka reconeix que l'amor inicial li va inspirar el trio del primer acte de l'òpera Una vida pel tsar (1836), el seu caràcter dolç no podia resistir les contínues discussions amb la seua esposa i la seua sogra. Després de la separació, ella va tornar a casar-se, mentre que Glinka va tornar amb sa mare, i més avant amb la seua germana.
Una vida pel tsar, la primera de les dues grans òperes de Glinka, originàriament es va titular Ivan Susanin. Estrenada el 1836, narra la història del camperol rus i heroi patriòtic Ivan Susanin que sacrifica la seua vida pel tsar desviant l'atenció d'un grup de polonesos que intentaven un regicidi. El mateix tsar va seguir el progrés de treball amb interès i va suggerir el canvi en el títol. Va ser un gran èxit en la seua estrena, el 9 de desembre de 1836, sota la direcció de Catterino Cavos, que havia escrit una òpera sobre el mateix tema a Itàlia. Encara que la música continua sent més italiana que russa, Glinka demostra un treball magnífic sobre els recitatius, que aconsegueixen enllaçar tot el conjunt. Així mateix l'orquestració és excel·lent, presagiant l'escriptura d'orquestra dels compositors russos posteriors. El tsar va recompensar Glinka pel seu treball amb un anell valorat en 4.000 rubles.
En 1837, Glinka va accedir al lloc d'instructor del cor de la capella imperial, amb un sou anual de 25.000 rubles, i va poder allotjar-se en la cort. En 1838, a suggeriment del tsar, va viatjar a Ucraïna a buscar noves veus per al cor; els 19 nous xicots que reclutà li van valdre altres 1.500 rubles del tsar.
Prompte va emprendre ua segona òpera: Ruslan i Liudmila. L'argument, basat en un conte de Puixkin, va ser ideat en 15 minuts pel poeta Konstantín Bakhturin, que en aqueix moment estava ebri. Per tant, l'òpera és un galimaties dramàtic, però amb tot la qualitat de la música de Glinka és major que en Una vida pel tsar. En l'obertura utilitza la famosa escala descendent de tons sencers. Esta escala s'associa a Txernomor, malvat que ha segrestat Liudmila, filla del príncep de Kíev. Utilitza molta coloratura d'influència italiana, i l'acte 3 conté diversos números rutinaris de ballet clàssic, però el gran èxit d'aquesta òpera rau en el seu ús de la melodia popular que impregna completament el discurs musical. Gran part del material popular utilitzat és d'origen oriental. En la seua estrena, el 9 de desembre de 1842, va ser rebuda amb fredor, però la seua valoració ha crescut en el transcurs dels anys.

### Últims anys

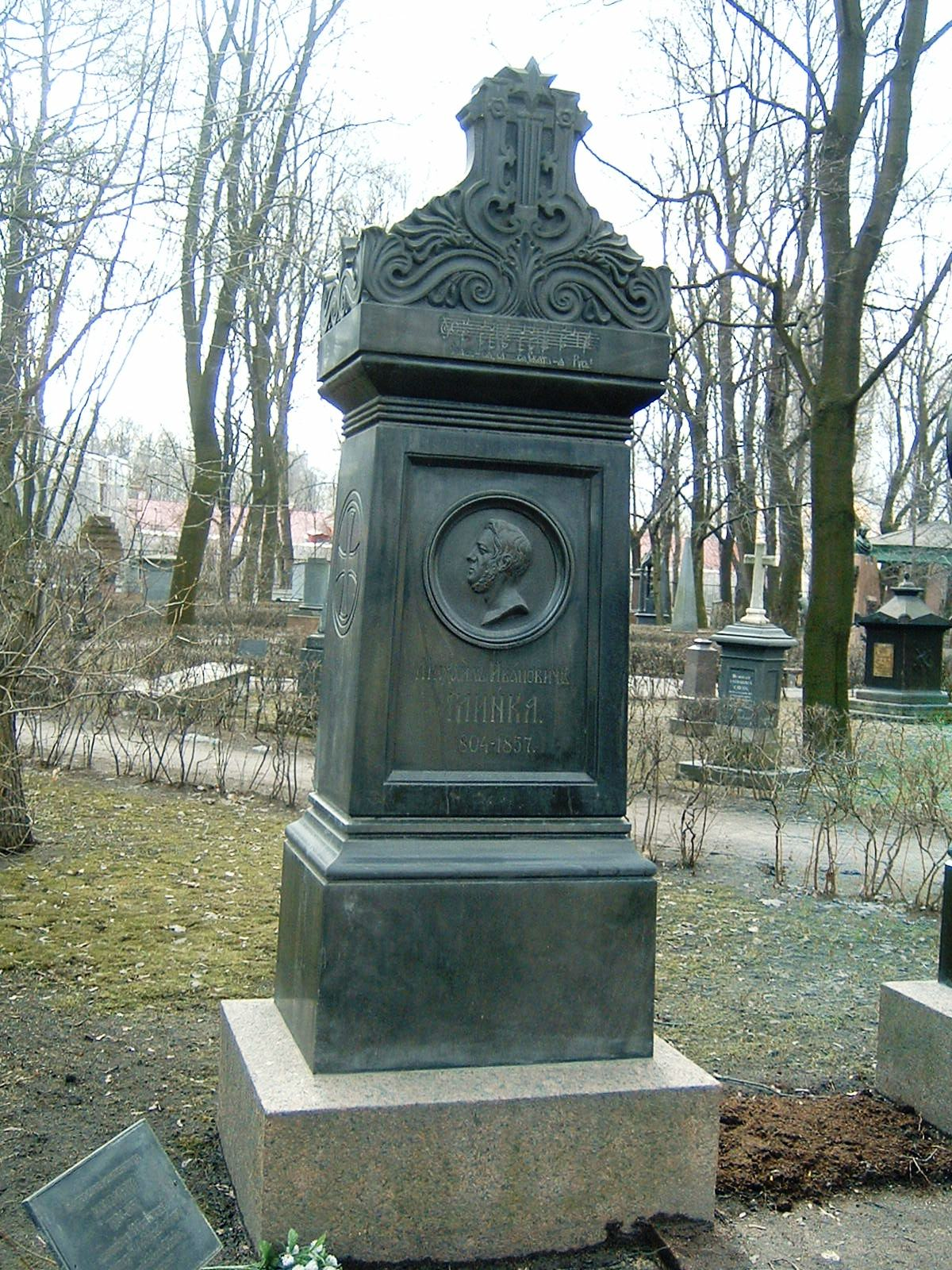
Tomba de Mikhaïl Glinka al Cementeri Tikhvin de Sant Petersburg

Glinka va patir una gran decepció després de l'escàs èxit de Ruslan i Ludmila. No obstant això, després d'un any, els seus ànims es van aixecar amb ocasió d'un viatge a París i a Espanya. A París, Berlioz va dirigir alguns extractes de les òperes de Glinka i va escriure un article elogiós sobre ell. Glinka recíprocament va admirar la música de Berlioz. En aquesta època va compondre algunes fantasies per a orquestra.
En 1852 va visitar novament París on va passar dos anys, vivint tranquil·lament i fent visites freqüents als jardins botànics i zoològics. Des d'allí ell es va traslladar a Berlín on, després de cinc mesos, va morir.
Després de la mort de Glinka, els mèrits relatius de les seues dos òperes es va convertir en una font de discussió en la premsa musical russa, especialment entre Vladímir Stàssov i Aleksandr Serov.
Alguns dels treballs d'orquestra de Glinka han gaudit de popularitat, ja fora en concerts o gravacions, fora de Rússia. A més de les conegudes obertures de les seues òperes (especialment la brillant i enèrgica obertura de Ruslan i Liudmila), les seues obres per a orquestra més importants inclouen el poema simfònic Karamínskaia (1848), basat en melodies populars russes, i dos treballs sobre tema espanyol, Nits d'estiu a Madrid (1848, 1851) i Jota aragonesa (1845).
Glinka també va compondre cançons, obres per a piano, i música de cambra.
Una obra que va rebre certa atenció en la dècada de 1990 és la "Cançó patriòtica", suposadament escrita per a un concurs que havia de seleccionar l'himne nacional rus el 1833; aquesta obra va ser adoptada com a himne nacional de la federació russa entre 1990 i 2000.
Per a valorar l'obra de Glinka cal situar-la en el context de la música russa del seu temps. Fins llavors havia sigut la norma seguir les pautes marcades per la música occidental. Fins i tot el folklore rus, en les ciutats, s'havia occidentalitzat, amb ritmes regulars i harmonies simples, apartant-se de les formes més pures de la música tradicional que Glinka havia conegut des de la seua infantesa. L'èxit de Glinka rau en la manera que va aconseguir que el caràcter rus impregnara una música basada en un estil compositiu a la manera occidental, creant un model per als futurs compositors russos.